# Automatisk frekvenskontroll
Automatisk frekvenskontroll (AFK, engelska: automatic frequency control, AFC) är en anordning i radiomottagare som återför frekvensen till rätt värde när avvikelsen blivit för stor
Automatisk frekvensreglering är tekniken för när den automatiska turbinregleringen till en elgenerator återför frekvensen i elsystemet till rätt värde, det vill säga 50Hz i det nordiska elsystemet.